# Ranilia constricta
Ranilia constricta är en kräftdjursart som först beskrevs av Alphonse Milne-Edwards 1880.  Ranilia constricta ingår i släktet Ranilia och familjen Raninidae. Inga underarter finns listade i Catalogue of Life.